# Parc naturel des Salines de Santa Pola
Le parc naturel des Salines de Santa Pola est une aire protégée créé dans la Communauté valencienne en 1994. Le parc naturel est situé dans les communes de Santa Pola et Elche, dans la Province d'Alicante,.
Les marais salants sont situées dans la comarque de Baix Vinalopó. Avec les parcs naturels voisins d' El Hondo et de Las Lagunas de Mata-Tiorrevieja, l'ensemble forme un triangle de zones humides d'importance internationale de Natura 2000 définies par la Convention de Ramsar pour le développement des cycles biologiques de nombreuses espèces qui l'utilisent tant dans leurs migrations que dans leur nidification ou hivernage.

## Description

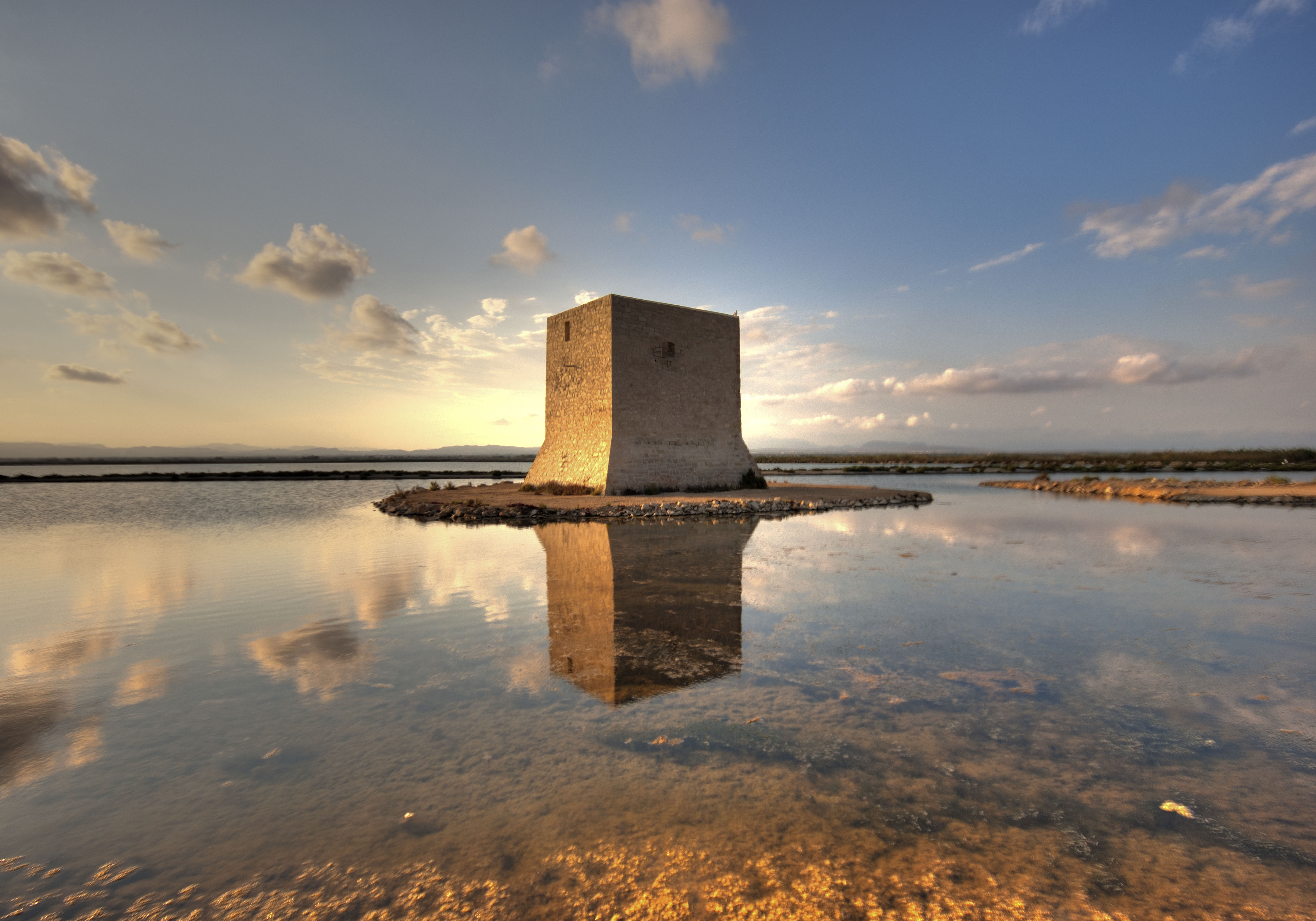
Torre Tamarit en 2021.

Cette zone de 2 470 hectares a été déclarée parc naturel par la Généralité valencienne le 27 décembre 1994. 
Cette enclave naturelle est un exemple de symbiose industrie-nature, puisque sa formation est due au développement de l'activité de Bras del Port, marais salants maritimes qui ont commencé à produire du sel par évaporation solaire de l'eau de mer en 1900. Le parc naturel est le résultat de l'activité d'extraction du sel dans la zone qui a créé une zone humide artificielle grâce à l'inondation des lagunes avec de l'eau de mer. Le parc est constitué d'un ensemble de dunes et de plages à côté desquelles se trouve la mine de sel. Vers l'intérieur, il est possible de trouver une zone d'eau douce retenue en permanence ainsi qu'une autre zone temporairement retenue.
À l'entrée de la lagune se trouve la Torre Tamarit (es) , qui servait de tour de guet côtière.

## Flore
En raison des différents environnements du parc, il existe une végétation variée dominée dans les zones à plus grande salinité par des espèces de la famille des Amaranthaceae telles que la Sarcocornia fruticosa et l' Arthrocnemum macrostachyum, qui ont une grande dominance dans l'écosystème. 
Dans les dunes côtières, il est possible de trouver des formations de Crucianella maritima, Peripocla angustifolia et Osyris lanceolata (es), tandis qu'autour des salines, Juncus subulatus, Juncus maritimus et Limonium santapolense, endémiques du parc, sont communes.

## Faune

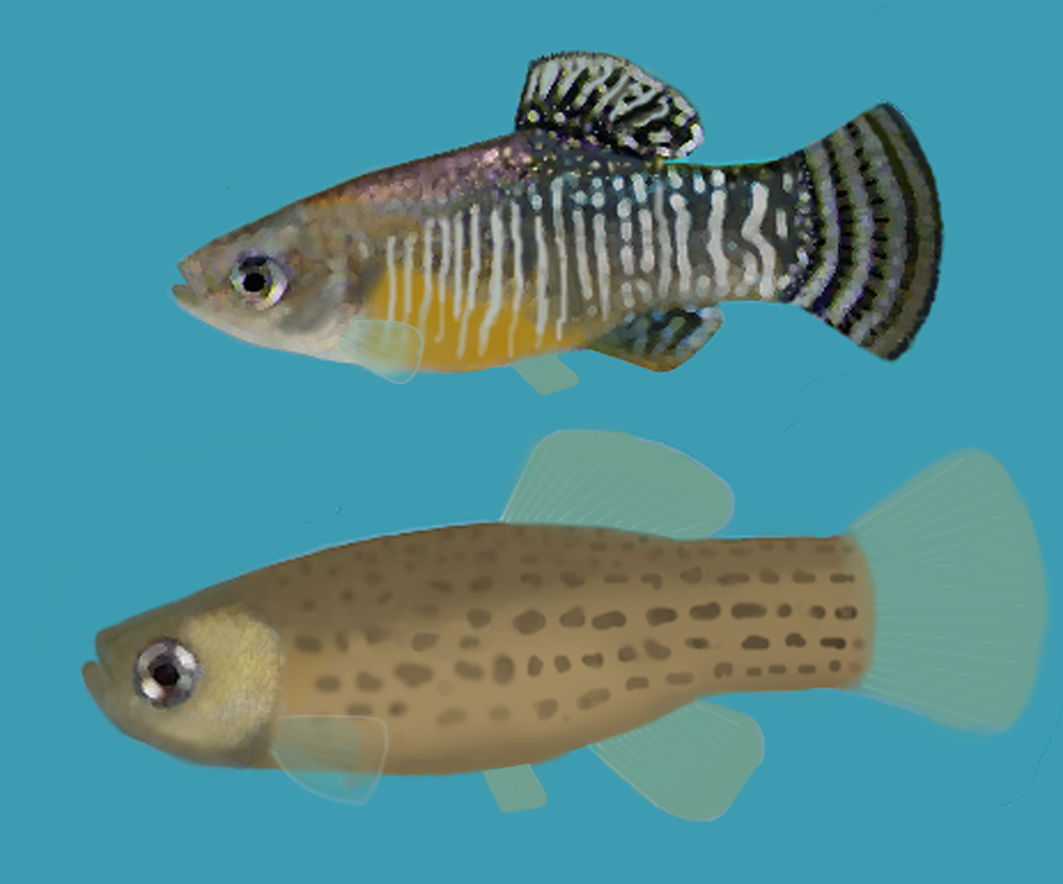
Aphanius iberus.

L'une des espèces phares du parc est le flamant rose commun, qui compte jusqu'à 8.000 spécimens pendant la saison de reproduction. En général, tous les types d'oiseaux qui profitent des ressources du parc pour se nourrir sont très abondants, comme l'avocette, l'échasse, la sterne naine, le tadorne de Belon, la marmaronette marbrée, le canard souchet, la nette rousse, la mouette , le la foulque ou la poule d'eau. 
A noter également la présence de l' Aphanius d'Espagne, un poisson endémique de la région méditerranéenne espagnole.

## Galerie

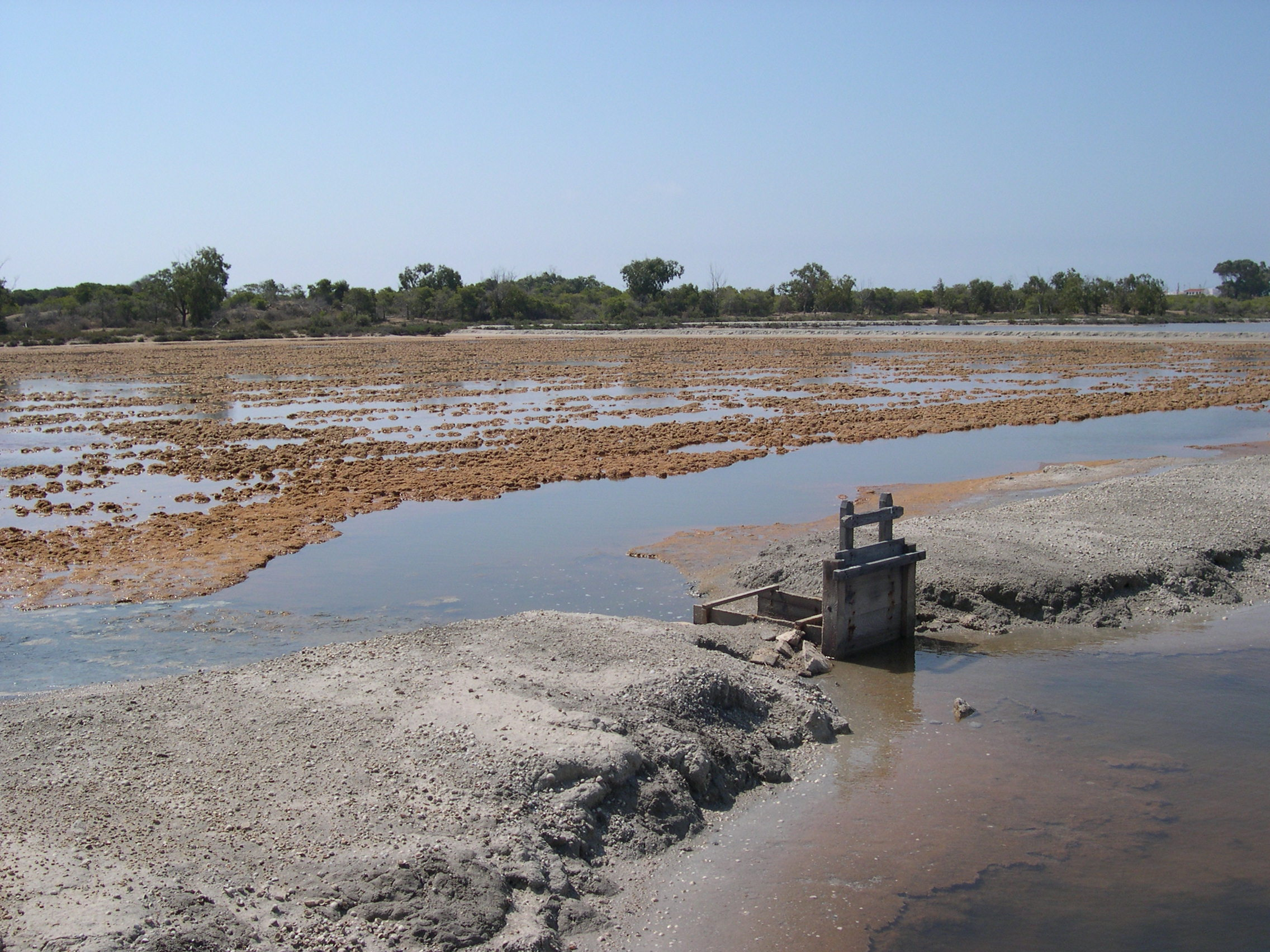
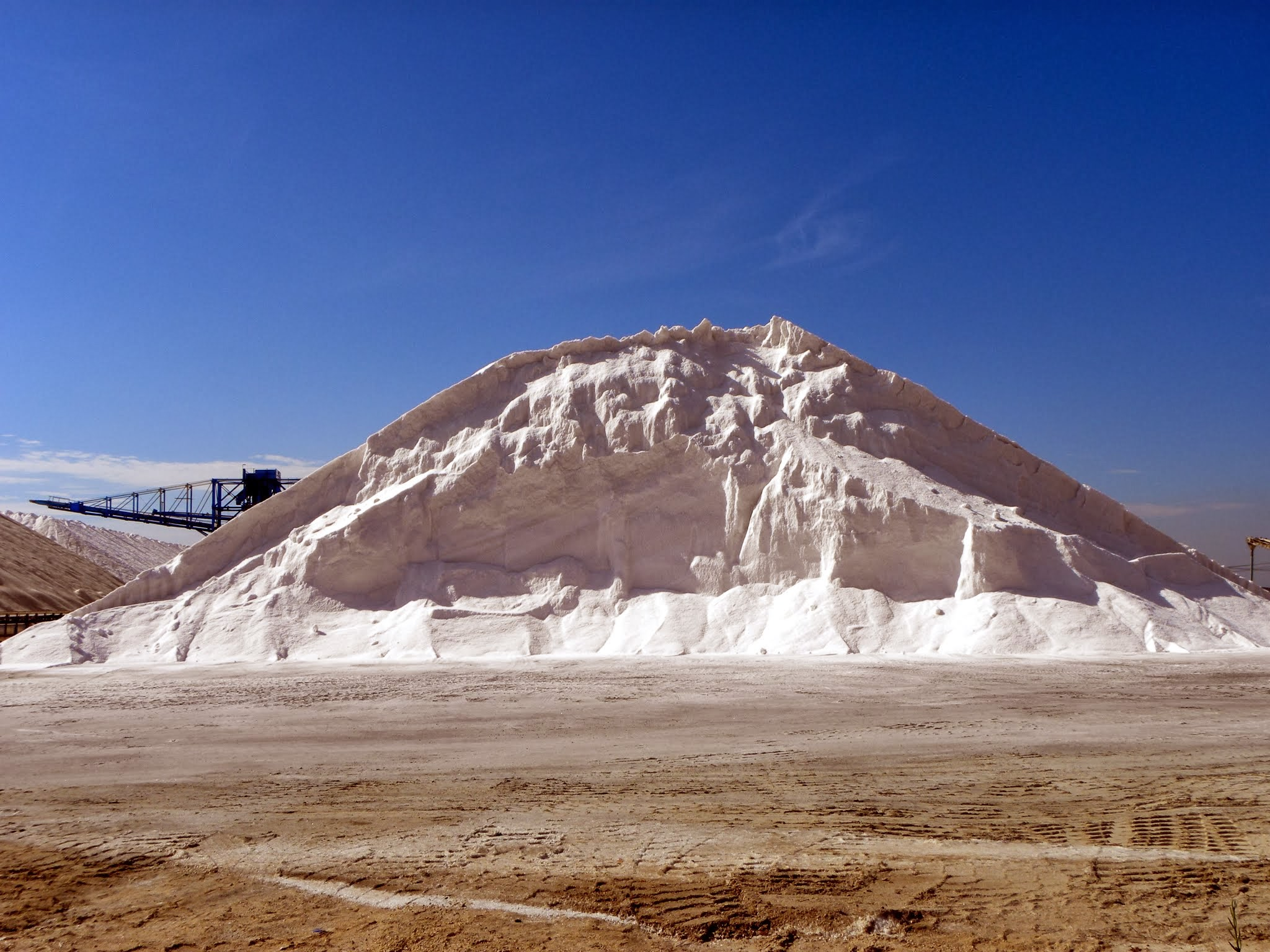